# Affaire des masques
L'affaire des masques (en allemand : Maskenaffäre) commence en 2021 en Allemagne à la suite de « soupçons de commissions perçues par des députés dans des contrats d'achats de masques, au début de » la pandémie de Covid-19 en Allemagne.

## Histoire
Le 25 février 2021, la police allemande effectue des perquisitions dans les bureaux du député allemand Georg Nüßlein (CSU), car le parquet allemand a ouvert une enquête pour corruption à son sujet. Une semaine plus tard, la police perquisitionne dans les bureaux du député allemand Nikolas Löbel (de) (CDU), toujours sur des soupçons de corruption. Löbel aurait reçu 250 000 euros pour ses efforts de lobbying, alors que Nüßlein aurait reçu 660 000 euros en commission pour ses efforts, activités illégales en Allemagne,.
Nikolas Löbel et Georg Nüßlein démissionnent en mars 2021 devant l'ampleur médiatique prise par ce que la presse allemande appelle l'« affaire des masques ». Par ailleurs, Löbel est accusé d'avoir participé à un scandale immobilier à Mannheim.